# Torneio dos Campeões
Het Torneio dos Campeões was een eenmalige competitie die in 1982 gespeeld werd. De competitie werd gespeeld van 24 april tot 12 juni en werd  georganiseerd door de CBF. America werd kampioen.
Aan het toernooi mochten alle kampioenen en vicekampioenen van de Série A, Taça Brasil, Torneio Roberto Gomes Pedrosa. Zeventien clubs voldeden aan deze criteria. Om er achttien van te maken werd America uit Rio de Janeiro uitgenodigd om ook deel te nemen. America had aan alle edities van het Torneio Rio-São Paulo deelgenomen. Flamengo wees de uitnodiging om deel te nemen echter af om op tournee te kunnen gaan. Er werd aan Santa Cruz en Paysandu aangeboden om de vrijgekomen plaats in te nemen. De clubs speelden hiervoor een wedstrijd die door Santa Cruz gewonnen werd. 

## Deelnemers
| Clube            | Geplaatst als |
| ---------------- | --- |
| America          | Deelname aan vijftien toernooien van de CBF, waaronder alle edities Torneio Rio-São Paulo                                                                                                   |
| Atlético Mineiro | Landskampioen 1971 en vicekampioen 1977 en 1980 |
| Bahia            | Winnaar Taça Brasil 1959 en vicekampioen Taça in 1961 en 1963 |
| Botafogo         | Winnaar Taça Brasil 1968, vicekampioen Taça in 1962 en vicelandskampioen 1972 |
| Corinthians      | Vicelandskampioen 1976 |
| Cruzeiro         | Winnaar Taça Brasil 1966, vicekampioen Torneio Roberto Gomes Pedrosa 1962 en vicelandskampioen 1974 en 1975                                                                                 |
| Fluminense       | Kampioen Torneio Roberto Gomes Pedrosa 1970 |
| Fortaleza        | Vicekampioen Taça Brasil 1960 en 1968 |
| Grêmio           | Landskampioen 1981 |
| Guarani          | Landskampioen 1978 |
| Internacional    | Landskampioen 1975, 1976, 1979, vicekampioen Torneio Roberto Gomes Pedrosa 1967 en 1968 |
| Náutico          | Vicekampioen Taça Brasil 1967 |
| Palmeiras        | Winnaar Taça Brasil 1960 en 1967, winnaar Torneio Roberto Gomes Pedrosa 1967 en 1969, landskampioen 1972 en 1973, vicekampioen Torneio Roberto Gomes Pedrosa 1970 en vicelandskampioen 1978 |
| Portuguesa       | Winnaar Torneio Rio-São Paulo 1952 en 1955 |
| Santa Cruz       | Deelname aan vijftien toernooien van de CBF |
| Santos           | Winnaar Taça Brasil 1961, 1962, 1963, 1964, 1965, winnaar Torneio Roberto Gomes Pedrosa 1968 en vicekampioen Taça Brasil 1959 en 1966                                                       |
| São Paulo        | Landskampioen 1977, vicelandskampioen 1971, 1973, 1981 |
| Vasco da Gama    | Landskampioen 1974, vicelandskampioen 1979 en vicekampioen Taça Brasil 1965 |

## Eerste fase

### Eerste toernooi

#### Groep A
| Plaats | Club        | Wed. | W | G | V | Saldo | Ptn. |
| ------ | ----------- | ---- | - | - | - | ----- | ---- |
| 1.     | Portuguesa  | 4    | 2 | 2 | 0 | 8:5   | 6    |
| 2.     | Corinthians | 4    | 2 | 2 | 0 | 5:2   | 6    |
| 3.     | Palmeiras   | 4    | 1 | 3 | 0 | 6:5   | 5    |
| 4.     | Fluminense  | 4    | 1 | 0 | 3 | 3:5   | 2    |
| 5.     | Santa Cruz  | 4    | 0 | 1 | 3 | 3:8   | 1    |

|  | Geplaatst voor de tweede fase |

#### Groep B
| Plaats | Club          | Wed. | W | G | V | Saldo | Ptn. |
| ------ | ------------- | ---- | - | - | - | ----- | ---- |
| 1.     | São Paulo     | 4    | 3 | 1 | 0 | 3:0   | 7    |
| 2.     | Guarani       | 4    | 2 | 0 | 2 | 6:5   | 4    |
| 3.     | Vasco da Gama | 4    | 1 | 2 | 1 | 2:2   | 4    |
| 4.     | Botafogo      | 4    | 1 | 1 | 2 | 3:5   | 3    |
| 5.     | Santos        | 4    | 1 | 0 | 3 | 3:5   | 2    |

|  | Geplaatst voor de tweede fase |

#### Groep C
| Plaats | Club             | Wed. | W | G | V | Saldo | Ptn. |
| ------ | ---------------- | ---- | - | - | - | ----- | ---- |
| 1.     | America          | 3    | 1 | 2 | 0 | 3:2   | 4    |
| 2.     | Atlético Mineiro | 3    | 1 | 1 | 1 | 4:3   | 3    |
| 3.     | Cruzeiro         | 3    | 0 | 3 | 0 | 4:4   | 3    |
| 4.     | Grêmio           | 3    | 0 | 2 | 1 | 2:4   | 2    |

|  | Geplaatst voor de tweede fase |

#### Groep D
| Plaats | Club          | Wed. | W | G | V | Saldo | Ptn. |
| ------ | ------------- | ---- | - | - | - | ----- | ---- |
| 1.     | Internacional | 3    | 2 | 1 | 0 | 4:1   | 5    |
| 2.     | Fortaleza     | 3    | 1 | 1 | 1 | 2:2   | 3    |
| 3.     | Bahia         | 3    | 1 | 0 | 2 | 1:3   | 2    |
| 4.     | Náutico       | 3    | 0 | 2 | 1 | 2:3   | 2    |

|  | Geplaatst voor de tweede fase |

### Tweede toernooi

#### Groep A
| Plaats | Club        | Wed. | W | G | V | Saldo | Ptn. |
| ------ | ----------- | ---- | - | - | - | ----- | ---- |
| 1.     | Fluminense  | 4    | 3 | 1 | 0 | 5:2   | 7    |
| 2.     | Palmeiras   | 4    | 2 | 1 | 1 | 2:1   | 5    |
| 3.     | Portuguesa  | 4    | 1 | 3 | 0 | 5:3   | 5    |
| 4.     | Corinthians | 4    | 0 | 2 | 2 | 4:6   | 2    |
| 5.     | Santa Cruz  | 4    | 0 | 1 | 3 | 3:7   | 1    |

|  | Geplaatst voor de tweede fase |

#### Groep B
| Plaats | Club          | Wed. | W | G | V | Saldo | Ptn. |
| ------ | ------------- | ---- | - | - | - | ----- | ---- |
| 1.     | Guarani       | 4    | 2 | 1 | 1 | 8:7   | 5    |
| 2.     | São Paulo     | 4    | 2 | 1 | 1 | 3:2   | 5    |
| 3.     | Santos        | 4    | 2 | 0 | 2 | 6:5   | 4    |
| 4.     | Vasco da Gama | 4    | 1 | 2 | 1 | 9:9   | 4    |
| 5.     | Botafogo      | 4    | 0 | 2 | 2 | 5:8   | 2    |

#### Groep C
| Plaats | Club             | Wed. | W | G | V | Saldo | Ptn. |
| ------ | ---------------- | ---- | - | - | - | ----- | ---- |
| 1.     | Atlético Mineiro | 3    | 1 | 2 | 0 | 3:2   | 4    |
| 2.     | America          | 3    | 1 | 2 | 0 | 2:1   | 4    |
| 3.     | Grêmio           | 3    | 1 | 1 | 1 | 3:3   | 3    |
| 4.     | Cruzeiro         | 3    | 0 | 1 | 2 | 1:3   | 1    |

|  | Geplaatst voor de tweede fase |

#### Groep D
| Plaats | Club          | Wed. | W | G | V | Saldo | Ptn. |
| ------ | ------------- | ---- | - | - | - | ----- | ---- |
| 1.     | Bahia         | 3    | 2 | 1 | 0 | 4:2   | 5    |
| 2.     | Fortaleza     | 3    | 1 | 2 | 0 | 6:4   | 4    |
| 3.     | Náutico       | 3    | 1 | 1 | 1 | 3:2   | 3    |
| 4.     | Internacional | 3    | 0 | 0 | 3 | 1:6   | 0    |

|  | Geplaatst voor de tweede fase |

## Tweede fase
|  | kwartfinale      | kwartfinale | kwartfinale | kwartfinale |         |   | halve finale | halve finale | halve finale | halve finale |   |   | finale | finale | finale | finale |  |  |
|  |                  |             |             |             |         |   |              |              |              |              |   |   |        |        |        |        |  |  |
|  | Atlético Mineiro | 0           |             | 0           |         |   |              |              |              |              |   |   |        |        |        |        |  |  |
|  | America          | 1           |             | 1           |         |   |              |              |              |              |   |   |        |        |        |        |  |  |
|  | America          | 1           |             | 1           | America | 1 |              | 1            |              |              |   |   |        |        |        |        |  |  |
|  |                  |             |             |             | America | 1 |              | 1            |              |              |   |   |        |        |        |        |  |  |
|  |                  | Portuguesa  | 1           |             | 1       |   |              |              |              |              |   |   |        |        |        |        |  |  |
|  | Fluminense       | Portuguesa  | 1           | 1           | 1       |   | 1            |              |              |              |   |   |        |        |        |        |  |  |
|  | Fluminense       |             |             | 1           |         |   | 1            |              |              |              |   |   |        |        |        |        |  |  |
|  | Portuguesa       | 3           |             | 3           |         |   |              |              |              |              |   |   |        |        |        |        |  |  |
|  | Portuguesa       | 3           |             |             |         |   |              |              |              | America      | 1 | 2 | 3      |        |        |        |  |  |
|  |                  |             |             |             |         |   |              |              |              |              | 1 | 2 | 3      |        |        |        |  |  |
|  |                  | Guarani     | 1           | 1           | 2       |   |              |              |              |              |   |   |        |        |        |        |  |  |
|  | Internacional    | Guarani     | 1           | 1           | 2       | 2 |              | 2            |              |              |   |   |        |        |        |        |  |  |
|  | Internacional    |             |             |             |         | 2 |              | 2            |              |              |   |   |        |        |        |        |  |  |
|  | Bahia            | 3           |             | 3           |         |   |              |              |              |              |   |   |        |        |        |        |  |  |
|  | Bahia            | 3           |             | 3           | Bahia   | 0 |              | 0            |              |              |   |   |        |        |        |        |  |  |
|  |                  |             |             |             | Bahia   | 0 |              | 0            |              |              |   |   |        |        |        |        |  |  |
|  |                  | Guarani     | 1           |             | 1       |   |              |              |              |              |   |   |        |        |        |        |  |  |
|  | São Paulo        | Guarani     | 1           | 0           | 1       |   | 0            |              |              |              |   |   |        |        |        |        |  |  |
|  | São Paulo        |             |             | 0           |         |   | 0            |              |              |              |   |   |        |        |        |        |  |  |
|  | Guarani          | 1           |             | 1           |         |   |              |              |              |              |   |   |        |        |        |        |  |  |

Details finale
|              |             |       |          |                                              |
| 10 juni Heen | Guarani     | 1 – 1 | America  | Brinco de Ouro, Campinas Toeschouwers: 8.103 |
| 10 juni Heen | Marcelo 56' |       | 71' Eloi | Brinco de Ouro, Campinas Toeschouwers: 8.103 |

|               |                              |       |           |                                               |
| 12 juni Terug | America                      | 2 – 1 | Guarani   | Maracanã, Rio de Janeiro Toeschouwers: 11.329 |
| 12 juni Terug | Moreno 13' Gilson Gênio 115' |       | 62' Delém | Maracanã, Rio de Janeiro Toeschouwers: 11.329 |

### Kampioen
| Torneio dos Campeões de 1982 |
| Rio de Janeiro               |
| ---------------------------- |
| AMERICA Kampioen (1° titel)  |